# Sauk Village
Sauk Village est un village situé dans les comtés de Cook et Will en proche banlieue de Chicago dans l'État de l'Illinois aux États-Unis.